# Philip Schneider
Philip Schneider (ur. 23 grudnia 1981 w Feldkirch) – austriacki siatkarz, grał na pozycji środkowego i atakującego, był reprezentantem Austrii. Po zakończeniu sezonu 2017/2018 postanowił zakończyć karierę siatkarską.

## Sukcesy klubowe
Mistrzostwo Austrii:
- 2005
- 2002, 2004, 2009

Puchar Austrii:
- 2004, 2005, 2009

Puchar Top Teams:
- 2004

Puchar Francji:
- 2007

Mistrzostwo Francji:
- 2008

MEVZA:
- 2009